# Roland Gruschka (Moderator)
Roland Gruschka (* im 20. Jahrhundert) ist ein deutscher Fernsehmoderator.

## Leben
Gruschka studierte Publizistik- und Kommunikationswissenschaften. Er arbeitet seit 1999 für die Firma COMPAREX (seit  2018 zu SoftwareONE gehörend). Er bezeichnet seine Tätigkeit als „Copywriter, Texter, Storyteller, Content & Publications Specialist“.
In der ARD-Dokuserie Abenteuer 1927 trat er als Sommergast in der ersten Folge von 2005 auf. Ab 2009 moderierte Gruschka 4 Staffeln (insgesamt 57 Folgen) der Fernsehreihe Gruschkas  Kunst- & Trödeltouren, die auf ServusTV ausgestrahlt wurde. 2018 trat er in der Dokumentation Das Plakat: Die Geburt der modernen Werbung auf. Von 2019 bis 2020 moderierte Gruschka die ServusTV-Sendereihe Bares für Rares Österreich.

## Trivia
Roland Gruschka sammelt seit seinem 14. Lebensjahr Tropenhelme. Seine Sammlung bestand 2020 aus etwa 300 Stück.